# Boronia hapalophylla
Boronia hapalophylla är en vinruteväxtart som beskrevs av Duretto, F.J.Edwards & P.G.Edwards. Boronia hapalophylla ingår i släktet Boronia och familjen vinruteväxter. Inga underarter finns listade i Catalogue of Life.